# Keiichirō Gotō
Pour les articles homonymes, voir Goto.
Keiichirō Gotō (後藤 敬一郎, Gotō Keiichirō, 1918–2004) est un photographe japonais, lauréat du « prix annuel » de l'édition 1974 des prix de la Société de photographie du Japon.